# Forza Horizon 4
Forza Horizon 4 ist ein Computerspiel für die Plattformen Xbox One, Xbox Series und Microsoft Windows. Das Open-World-Rennspiel ist der vierte Teil der Forza-Horizon-Reihe und der Nachfolger zu Forza Horizon 3. Das Spiel wurde von Playground Games und Turn 10 Studios entwickelt und im Oktober 2018 von Microsoft Studios veröffentlicht.

## Spielprinzip
Forza Horizon 4 ist eine Rennsimulation in einer offenen Spielwelt. Als vierter Teil der Reihe spielt Forza Horizon 4 im frei befahrbaren virtuellen Großbritannien.
Ein neues Spielelement im Vergleich zum Vorgänger ist das dynamische Jahreszeitensystem, das dem Spieler im Verlauf des Spiels alle vier Jahreszeiten bereitstellt. Nach absolvierter Einführung in das Spiel wechseln die Jahreszeiten im Wochenrhythmus. Die Jahreszeiten haben umfänglichen Einfluss auf zahlreiche Spielelemente. Neben unterschiedlichen Wetterereignissen wirken sich die Jahreszeiten unter anderem auch auf das Fahrverhalten der Fahrzeuge und die Erreichbarkeit einzelner Bonustafeln aus. Auch sind einige Scheunenfunde an bestimmte Jahreszeiten gebunden. Das Spiel beinhaltet einen Offline-Einzelspieler-Modus, einen Koop-Modus und einen Online-Mehrspieler-Modus mit bis zu 72 Mitspielern über die Xbox Live Server.
Ein weiteres neues Spielelement sind Spielerhäuser, die gegen Spielwährung erworben werden können. Sie dienen dem Spieler als Stützpunkt zum Tunen, Lackieren und Erwerben von Fahrzeugen, schalten bei Erwerb aber teilweise auch bestimmte Boni und weitere Spielinhalte frei. Der Spieler kann eines der erworbenen Häuser als „Zuhause“ festlegen. Startet man das Spiel neu, beginnt man das Spiel dann dort.
Zahlreiche aus der Forza-Serie bekannte Spielelemente, wie bspw. Bonustafeln, Schaurennen, Scheunenfunde, Forzathon, Auktionshaus, Fähigkeitspunkte und Glücksrad-Drehs sind auch in Forza Horizon 4 wieder Teil des Spiels, wurden aber teilweise im Detail überarbeitet. In Blitzer- und Driftzonen werden bspw. die anderen Verkehrsteilnehmer halbtransparent ausgeblendet und führen nicht mehr zu störenden Kollisionen, die in den früheren Spielen das Absolvieren der jeweiligen Herausforderungen eher zu einem Glücksspiel machten. Während des Spiels erworbene Fähigkeitspunkte gelten nun nicht mehr global, sondern können für individuelle fahrzeugspezifische Upgrades eingesetzt werden.
Auch neu sind Storys. Dabei handelt es sich um in sich abgeschlossene Veranstaltungen zu einem bestimmten Thema. Im Basis-Spiel gibt es 5 unterschiedliche Storys mit je 10 Aufgaben. So kann der Spieler beispielsweise in „LaRacer“ Aufgaben mit bekannten Fahrzeugen aus anderen Computerspielen, wie z. B. der Lotus-Reihe oder Out Run, absolvieren. In „British Racing Green“ werden berühmte britische Fahrzeuge vorgestellt, und in „Die weltschnellste Autovermietung“ fährt der Spieler besonders seltene oder teure Sportwagen, wobei er einerseits eine enge Zeitvorgabe einzuhalten hat, andererseits aber Fahrzeug auch in einem möglichst unbeschädigten Zustand abliefern muss. Über letztere Story erhält der Spieler nach erstmaligem Abschluss aller 10 Aufgaben auch ein regelmäßiges Einkommen im Spiel. Die Höhe der erworbenen Credits ist dabei abhängig vom Erfolg der absolvierten Aufgaben. Allen Storys gemein ist, dass während der Fahrt einiges zum Hintergrund der jeweiligen Aufgabe oder zum Fahrzeug erzählt wird.
Neu ist seit Dezember 2019 auch der Battle-Royale-Modus, genannt „The Eliminator“, bei dem bis zu 72 Spieler in einer ständig schrumpfenden „Arena“ durch Kopf-an-Kopf-Rennen gegeneinander antreten, und man währenddessen sein Auto gegen bessere Fahrzeuge austauschen kann.
Grafisch wurde, wie auch schon in den vorherigen Teilen der Spielserie, sehr auf Detailtreue geachtet. Die Darstellung der Landschaft in den jeweiligen Regionen um Edinburgh, Bambrough Castle und Derwent Water hat einen sehr hohen Wiedererkennungswert. Teilweise wurden sogar Straßenführung und Randbebauung originalgetreu wiedergegeben.
Wie in den Vorgängern fungiert das namensgebende Horizon-Festival als Schauplatz. In Events auf der Straße und im Gelände kann zwischen über 450 Autos von über 100 lizenzierten Herstellern gewählt werden.
Forza Horizon 4 kann mit Windows 10, der Xbox One (S) und der Xbox One X gespielt werden. Das Spiel bietet auf dem PC und der Xbox One X Auflösungen bis zu nativem 4K. Auf der Konsole Xbox One X kann der Spieler sich zwischen nativer 4K-Auflösung mit 30 FPS oder mit Full HD und 60 fps entscheiden. Auf Microsoft Windows sind frei einstellbare Grafikoptionen vorhanden.

### Verfügbare Autos

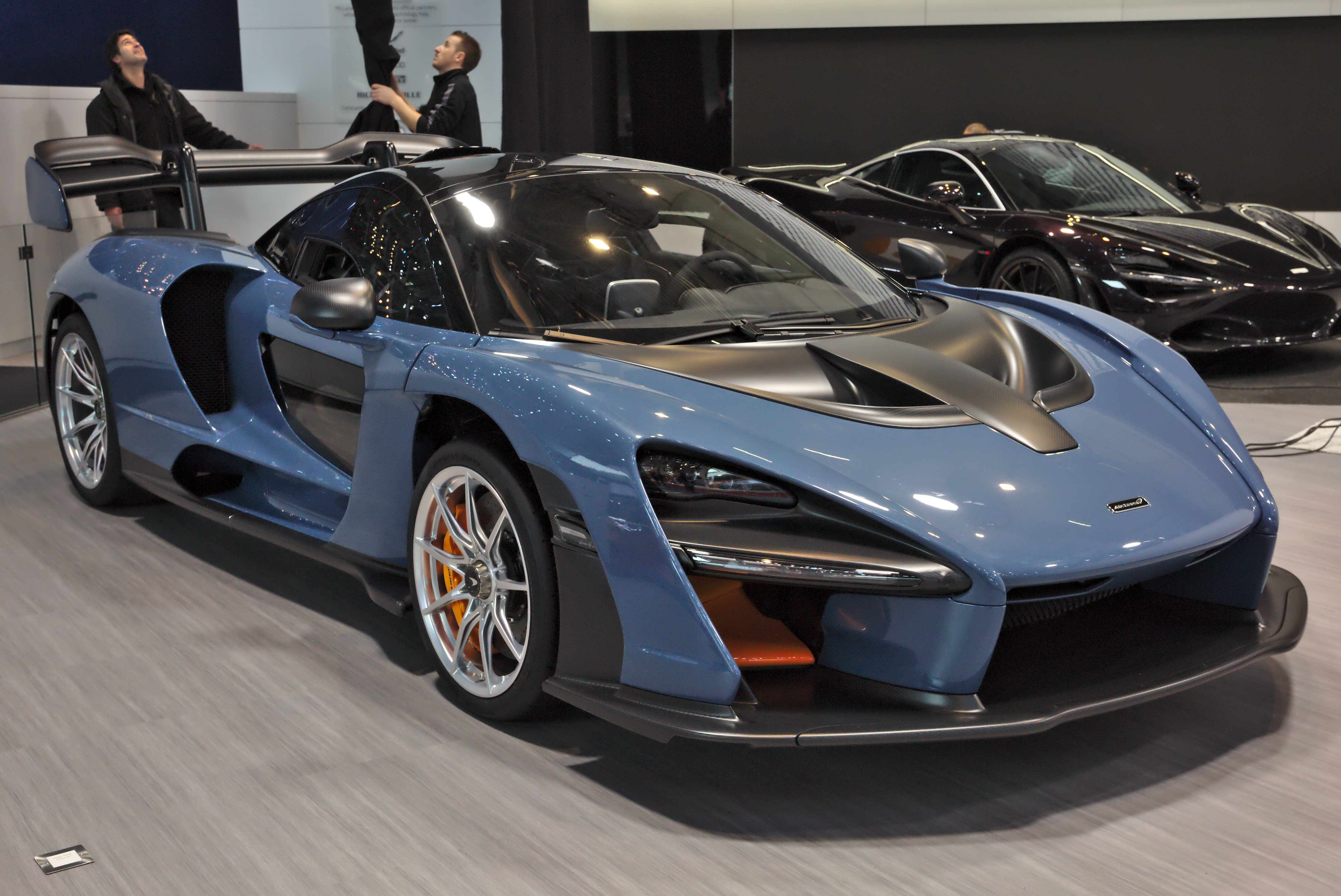
Ein McLaren Senna ist auf der Verpackung des Spiels abgebildet.

In Forza Horizon 4 sind über 750 Autos von über 100 Herstellern vertreten: Abarth, Acura, Alfa Romeo, Alpine, Alumi Craft, AMC, Apollo, Ariel, Ascari, Aston Martin, ATS, Audi, Austin, Austin-Healey, Auto Union, BAC, Bentley, BMW, Bowler, Bugatti, Buick, Cadillac, Can-Am, Caterham, Chevrolet, Chrysler, Citroën, Datsun, Dodge, Donkervoort, DS Automobiles, Eagle, Exomotive, Ferrari, Fiat, Ford, Formula Drift, Funco Motorsports, GMC, HDT, Hennessey, Hillman, Holden, Honda, Hoonigan, HSV, Hudson, Hummer, Hyundai, Infiniti, International, Italdesign, Jaguar, Jeep, KIA, Koenigsegg, KTM, Lamborghini, Lancia, Land Rover, Lexus, Local Motors, Lola, Lotus, Maserati, Mazda, McLaren, Mercedes-AMG, Mercedes-Benz, Mercury, Meyers, MG, Mini, Mitsubishi, Morgan, Morris, Mosler, Napier, Nissan, Noble, Oldsmobile, Opel, Pagani, Peel, Penhall, Peugeot, Plymouth, Polaris, Pontiac, Porsche, Radical, Raesr, RAM, Reliant, Renault, Rimac, RJ Anderson, Rossion, Rover, Saleen, Shelby, Spania GTA, Subaru, Sunbeam, Talbot, Tamo, Terradyne, Toyota, Triumph, TVR, Ultima, Vauxhall, Volkswagen, Volvo, Vuhl, W Motors, Willys und Zenvo.
Außerdem gibt es noch Marken, die nicht als Automobilhersteller der realen Welt zählen: AMG Transport Dynamics (aus dem Computerspiel Halo), Hot Wheels (Spielzeugautohersteller), Lego (Spielzeughersteller), Top Gear (Fernsehserie der BBC Two zum Thema Automobil), Quartz (Automarke aus Final Fantasy XV), sowie Quadra (Automarke aus Cyberpunk 2077).

## Entwicklungs- und Veröffentlichungsgeschichte
Zu Forza Horizon 4 existieren drei verschiedene Editionen:
- Standard Edition: Die Standard Edition beinhaltet das Hauptspiel und das Forza Horizon 4 – Formula-Drift-Autopaket.
- Deluxe Edition: Sie beinhaltet zusätzlich zur Standard Edition den Autopass für Forza Horizon 4.
- Ultimate Edition: Beinhaltet die Deluxe Edition und zusätzlich das „Best of Bond“- Autopaket, Forza Horizon 4 VIP, die erste und zweite Erweiterung für das Hauptspiel.

Es existiert auch eine Demo-Version des Spiels und Abonnenten des Xbox Game Pass können die Standard-Edition kostenlos beziehen.
Im Dezember 2018 erschien die Erweiterung Fortune Island, die das Spiel um extreme Landschaften und Wetterbedingungen erweitert. Sie spielt auf einer fiktiven Insel, die im ablegenden nördlichen Teil von Großbritannien liegt. Sie ist in der Ultimate Edition enthalten.
Auf der Electronic Entertainment Expo (E3) 2019 wurde die Erweiterung Lego Speed Champions erstmals gezeigt und kurze Zeit später veröffentlicht. Sie erweitert die Spielwelt und Autos um Lego-Objekte.

## Rezeption
Forza Horizon 4 wurde von Kritikern fast ausschließlich positiv bewertet. Die Rezensionsdatenbank Metacritic aggregiert insgesamt 110 Rezensionen zu Mittelwerten von 88 (PC) bzw. 92 (Xbox One).
Positiv wurde vor allem die große abwechslungsreiche Spielwelt bewertet. Auch die dynamischen Tag- und Nachtwechsel sowie die neuen Jahreszeiten wurden positiv bewertet. Negativ fiel der schwankende Schwierigkeitsgrad auf. Im Januar 2019 wurde bekannt, dass über 7 Millionen Spieler den Titel bisher gespielt haben.

## Nachfolger
Am 9. November 2021 erschien der Nachfolger Forza Horizon 5 für Xbox One, Xbox Series X/S und Microsoft Windows 10/11.